# Giovanni Bellucci

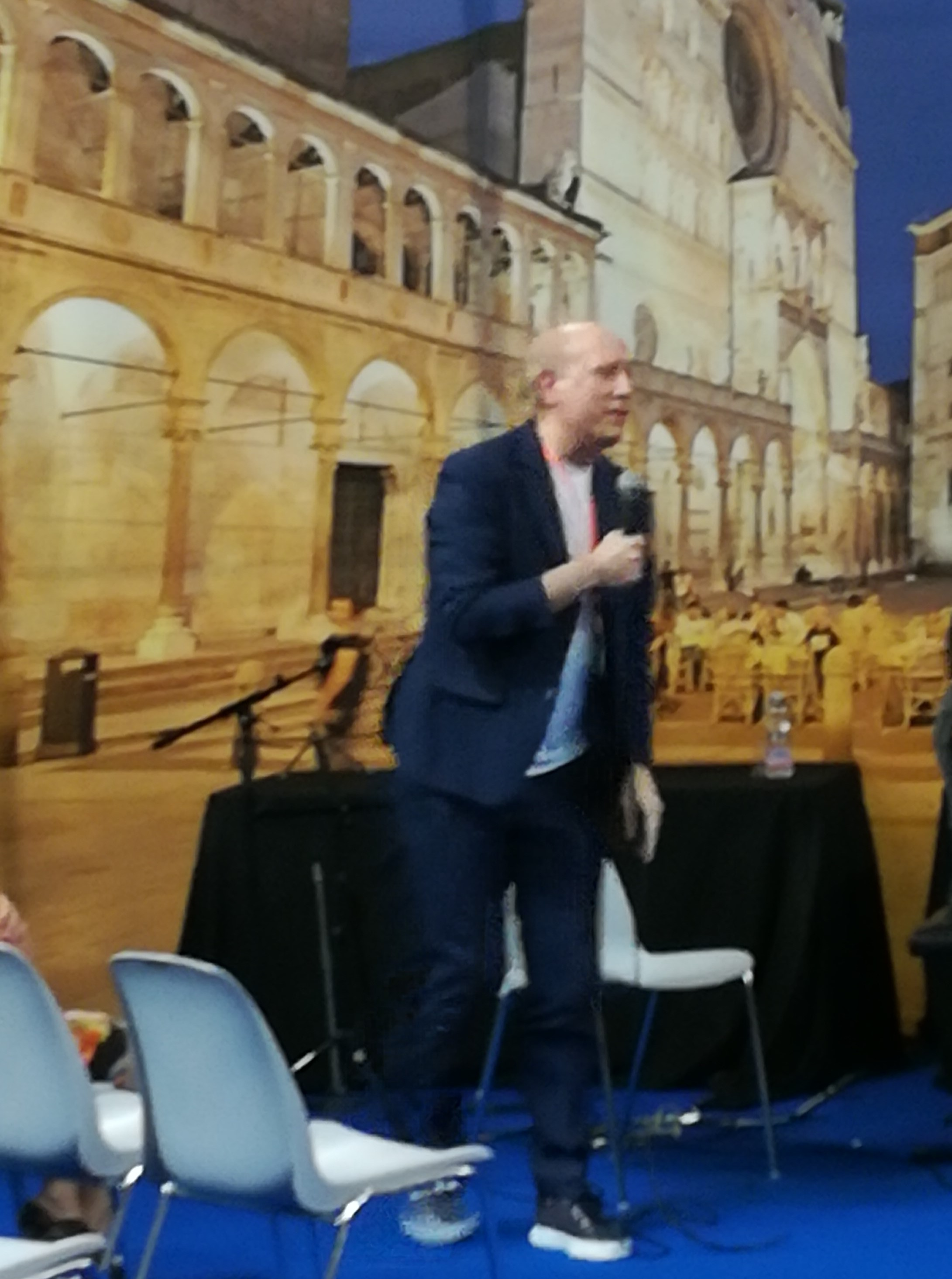
Giovanni Bellucci a Cremona nel settembre 2018

Giovanni Bellucci (Roma, 31 agosto 1965) è un pianista italiano.

## Biografia
Dopo aver scoperto casualmente il pianoforte in tarda età, intraprende gli studi al Conservatorio Santa Cecilia di Roma sotto la guida del Maestro Franco Medori. Diplomatosi con lode e menzione d'onore, ottiene in seguito il "Master" dell'Accademia pianistica di Imola. In quel periodo si avvale di preziosi consigli ricevuti da personalità artistiche di rilievo, fra cui Lazar' Naumovič Berman, Paul Badura-Skoda, Michele Campanella e Maurizio Pollini.
Considerato uno dei più autorevoli pianisti del nostro tempo, per la rivista britannica Gramophone «è un artista destinato a continuare la grande tradizione italiana storicamente rappresentata da Zecchi, Busoni, Michelangeli, Ciani». Invece, secondo Piero Rattalino, Giovanni Bellucci «su Beethoven ha saputo dire qualcosa di diverso e nuovo».
Particolarmente apprezzato per le sue esecuzioni di Liszt, Beethoven e Chopin, ottiene una lunghissima serie di successi fra i più prestigiosi concorsi internazionali: dal Reine Elizabeth di Bruxelles (terzo premio) al Ferruccio Busoni di Bolzano (quarto premio), dal Claude Kahn di Parigi al Prague Spring Competition, culminando poi nel 1996  con la vittoria alla World Piano Masters Competition di Monte Carlo, evento riservato solamente ai vincitori di altre competizioni pianistiche. Nel 2005, in seguito alla sua prima tournée australiana, ha inoltre ricevuto dal Sydney Morning Herald il premio "Recital of the year".
Nel suo repertorio discografico sono da includere le esecuzioni delle trascrizioni lisztiane della Symphonie fantastique di Berlioz e della monumentale integrale delle 32 Sonate e delle 9 sinfonie di Beethoven. Inoltre, la sua esecuzione delle Parafrasi di Liszt sulle opere di Verdi e Bellini è stata inserita dalla rivista francese Diapason nella top ten delle migliori incisioni lisztiane della storia, unico italiano di questa speciale classifica, assieme a Marta Argerich, Claudio Arrau, Gyorgy Cziffra e Krystian Zimerman.
Tutte le su incisioni discografiche sono state premiate dalle più diffuse riviste specializzate: Choc di Le Monde de la Musique in Francia, Editor Choice della britannica Gramophone, 5 Stelle di Musica, 5 Stelle anche dal BBC Music Magazine, Cd exceptionnel per Répertoire, ffff di Tèlérama, Miglior CD per la rivista italiana Suono.

## Discografia
- Alkan: Integrale dei concerti da camera per pianoforte e orchestra; Integrale dei Pezzi op.16 per pianoforte solo, 2017, Piano Classics
- Beethoven Complete Piano Sonatas Vol. I, 2017, Brilliant Classics
- Beethoven Sonate n.10 e 17, Liszt Sinfonia n.7, 2003, Assai
- Franz Liszt Les 19 Rhapsodies Hongroises - Rhapsodie Roumaine, 2011, Accord Universal
- Chopin Métamorphoses, 2010, Accord Universal
- Olivier Greif: Works, 2010, Accord Universal
- Rarities of Piano Music, from the Husum Festival, Works by Busoni, 2011, Danacord
- Franz Liszt: Paraphrases d'opéras de Bellini e Verdi, 2009, Warner Classics
- Beethoven Klaviersonaten und Symphonien Vol. I, 2009, Warner Classics
- Beethoven Klaviersonaten und Symphonien Vol. II, 2009, Warner Classics
- Beethoven Klaviersonaten und Symphonien Vol. III, 2009, Warner Classics
- 60 years of the International Competition Prague Spring, 2008, Ceski Rozhlas
- Hector Berlioz Symphonie Fantastique Piano transcription by Franz Liszt, 2006, Decca
- Franz Liszt. Oeuvres pour piano et orchestre et pour piano solo, 2006, Accord Universal
- Rarities of Piano Music, from the Husum Festival, Works by Liszt and Gottschalk , 2002, Danacord
- Editor's choice. The 10 best CDs of the month, 2000, Gramophone
- Franz Liszt/Ferruccio Busoni: Fantaisie et fugue Ad nos ad salutarem undam - Beethoven Sonate n.29 Hammerklavier, 1999, Assai
- Tchaikowski Piano Concerto n.1, 1995, RGIP
- Concorso Opera Prima Philips, 1991, Philips